# Attagenus basalis
Attagenus basalis es una especie de coleóptero de la familia Dermestidae.

## Distribución geográfica
Habita en Mozambique.